# Vaudoncourt (Vosgi)
Vaudoncourt è un comune francese di 136 abitanti situato nel dipartimento dei Vosgi nella regione del Grand Est.

## Società

### Evoluzione demografica
Abitanti censiti